# Pianezza
Pianezza (piemontesisch Pianëssa) ist eine Gemeinde in der italienischen Metropolitanstadt Turin (TO), Region Piemont.

## Lage und Einwohner
Pianezza liegt 14 km westlich von Turin auf einer Höhe von 365 m s.l.m. am linken Ufer des Flusses Dora Riparia. Das Gemeindegebiet umfasst eine Fläche von 16 km² und hat 15.476 Einwohner (Stand 31. Dezember 2023). 
Die Nachbargemeinden sind Alpignano, San Gillio, Collegno, Druento, Venaria Reale, San Gillio, Alpignano, Collegno und Rivoli. 

## Sehenswürdigkeiten
- Pieve di San Pietro (erbaut im 11. Jahrhundert)
- Cappella di San Sebastiano
- Chiesa della Madonna della Stella
- Chiesa del Gesù
- Chiesa Parrocchiale dei SS.Pietro e Paolo
- Chiesa di San Rocco
- Masso erratico Gastaldi

## Persönlichkeiten
- Maria Bricca (1684–1733), Köchin und Kriegsheldin
- Angelo Bartolomasi (1869–1959), Militärbischof
- Ermis Segatti (* 1937), Akademiker
- Lorenzo Rossi di Montelera (* 1940), Unternehmer
- Giorgio Del Bene (* 1944), Schauspieler

## Städtepartnerschaften
- Lansing
- Gangi